# Эррера, Дэнни
Дэнни Эррера (англ. Danny Herrera; р. 1970) — американский барабанщик.
В 1991 году стал участником английской грайндкор-группы Napalm Death, заменив Мика Харриса. Первым альбомом группы, записанным при его участии, стал Utopia Banished (1992).
По словам вокалиста группы Марка Гринвея, Эррера исполняет все бласт-биты, применяя только одну педаль.
С 2003 года также играет в хардкор-панк группе Venomous Concept. В 2005 году был приглашённым барабанщиком на концертах британской блэк-метал-группы Anaal Nathrakh.

## Дискография
С Napalm Death:
- Utopia Banished (1992)
- Fear, Emptiness, Despair (1994)
- Diatribes (1996)
- Inside the Torn Apart (1997)
- Words from the Exit Wound (1998)
- Enemy of the Music Business (2000)
- Order of the Leech (2002)
- The Code Is Red...Long Live the Code (2005)
- Smear Campaign (2006)
- Time Waits for No Slave (2009)
- Utilitarian (2012)
- Apex Predator – Easy Meat (2015)
- Throes of Joy in the Jaws of Defeatism (2020)

С Venomous Concept:
- Retroactive Abortion (2004)
- Poisoned Apple (2008)
- Kick Me Silly VCIII (2016)
- Politics Versus the Erection (2020)